# Dinosaur Ridge
Dinosaur Ridge är en ås i Kanada.   Den ligger i provinsen Alberta, i den centrala delen av landet, 3 300 km väster om huvudstaden Ottawa.
I omgivningarna runt Dinosaur Ridge växer i huvudsak barrskog. Trakten runt Dinosaur Ridge är nära nog obefolkad, med mindre än två invånare per kvadratkilometer.